# Serrana (gemeente)
Serrana is een gemeente in de Braziliaanse deelstaat São Paulo. De gemeente telt 39.574 inwoners (schatting 2009).

## Aangrenzende gemeenten
De gemeente grenst aan Altinópolis, Brodowski, Cravinhos, Ribeirão Preto en Serra Azul.